# Kata
För andra betydelser, se Kata (olika betydelser).
Kata (|型| eller |形| Lexikalt: "modell, mönster, stil, tradition, formel" respektive "form, mönster, design") är ett japanskt ord med innebörd av norm och fastställda regler för utförande främst inom traditionella japanska konster, men som i vidare mening kan tillämpas om det otal mer eller mindre outtalade konventioner som styr och rutar in japanskt samhällsliv. Begreppet kata innefattar detaljerade koreografiska rörelsemönster som praktiseras antingen enskilt eller i par. Kata används alltså i många sammanhang, inom teaterformer som kabuki och inom teceremoniskolor chadō och blomsterarrangemang, ikebana i kadō. Begereppet kata är dock troligen mest allmänt bekant för dess del i japanska kampsporter, budō. 

## Japansk teater
De fyra traditionella formerna av skådespel i Japan är nō, kyōgen, kabuki och bunraku. Inom detta område, geinō, handlar kata om noggrant fastställda regler att uppträda på scenen, som anknyter till begreppet riaru. Här är kata som konvention av ett helt annat slag än i väst. Kata som konvention har vuxit sig särskilt starkt i kabuki och utvecklats till en konstart i sig, av kabukiforskaren James A. Brandon sammanfattat i tre grupper:
- Kata som omfattar fem allmänna och övergripande element i föreställningens utförande: danmari, aragoto, wagoto, maruhon och shosagoto.
- Kata som är sex olika tekniker inom spelstilen: mie, roppō, tachimawari, dekomi / hikkomi, övriga rörelsekata och röstanvändning. Ytterligare tre kata med betydelse för spelet: ljudeffekter, kostymer / smink och iscensättning.
- Kata som är skådespelares individuella tolkning av de fastställda katorna utifrån sin egen speciella förmåga att utföra viss pose eller rörelse, företrädesvis som onna-gata. Detta har lett till direkt kontakt med publiken, där kännare gör sig hörda med uppskattande tillrop.

## Kampsport
Kata är också ett träningssätt med effektiva bestämda rörelsemönster inom budō, där perfektion i utförande eftersträvas. Rörelserna visualiserar svar på attacker från tänkta motståndare i tävling, nödvärn eller som filosofisk syssla.